# Róg Brzeskiej i Capri
Róg Brzeskiej i Capri – polski film obyczajowy z 1979 roku. Grali w nim wyłącznie aktorzy niezawodowi.

## Obsada
- Jan Nowak
- Irena Nowak
- Janina Kondracka – kolekcjonerka laleczek
- Zbigniew Bartosiewicz – Zbyszek
- Januariusz Gościmski senior – hrabia
- Edward Narkiewicz – Edek, szef nielegalnego biura zamiany mieszkań
- Ryszard Fabisiak – krawiec
- Józefa Ciostek
- Krzysztof Kość – akwizytor